# راز اسب شاخدار
راز اسب شاخدار (به فرانسوی: Le Secret de la Licorne) (به انگلیسی: The secret of the unicorn) یازدهمین کتاب کامیک (داستان مصور) از سری ماجراهای تن‌تن و میلو است که توسط هرژه در سال ۱۹۴۳ برای اولین بار نوشته، طراحی و چاپ شد.
بعدها دنباله‌ای بر این کتاب توسط هرژه نوشته شد و با نام گنجهای راکهام در سال ۱۹۴۴ به چاپ رسید. این کتاب اولین بار توسط انتشارات یونیورسال در ایران منتشرشد.

## خلاصه داستان
در سال ۱۹۴۳ پرفروش‌ترین داستان از سری ماجراهای تن‌تن تحت عنوان اسرار اسب شاخدار منتشر شد. موضوع این کتاب دربارهٔ گنجی بود که سِر فرانسیس هادوک برای نوادگان خود به جای گذاشته بود. برای یافتن رمز محل این گنج که در سه برگهٔ جداگانه و در سه نمونهٔ ماکت از کشتی اسب شاخدار جاسازی شده بود، تن‌تن و کاپیتان جستجو و تلاش می‌کنند. این کتاب نسخه‌ای از ماجراهای تن‌تن است که هیچگاه مورد اصلاح و بازسازی قرار نگرفت.

## مشروح داستان
در بازار دست‌دوم‌فروشان بروکسل در میدان «فوسن‌پلَین» واقع در محلهٔ مارولن، تن‌تن یک مدل کشتی قدیمی می‌خرد که قصد دارد آن را به دوستش کاپیتان هادوک هدیه دهد. دو غریبه، «ایوان ایوانویچ ساخارین» (کلکسیونر مدل کشتی) و «بارنابی» (کارشناس عتیقه)، هر یک به‌طور جداگانه تلاش می‌کنند مدل کشتی را از تن‌تن بخرند، اما موفق نمی‌شوند. در همین حین، تن‌تن با کارآگاهان تامسون و تامپسون برخورد می‌کند که مأموریتی مخفی برای دستگیری یک کیف‌قاپ دارند؛ بااین‌حال، کیف پول هر دوی آن‌ها در طول داستان بارها دزدیده می‌شود. در آپارتمان تن‌تن، اسنویی به‌طور تصادفی مدل کشتی را واژگون می‌کند و دکل اصلی آن می‌شکند. تن‌تن پس از نشان‌دادن کشتی به هادوک درمی‌یابد که این کشتی «یونیکورن»» (تک‌شاخ) نام دارد؛ نام کشتی‌ای که یکی از اجداد کاپیتان هادوک فرمانده آن بوده است.
در نبود تن‌تن، مدل کشتی از آپارتمانش دزدیده می‌شود و او درمی‌یابد که ساخارین یک مدل یکسان دیگر از همان کشتی دارد که آن هم «یونیکورن» نام دارد. تن‌تن در خانه‌اش طوماری کوچک پیدا می‌کند و پی می‌برد که احتمالاً این طومار درون دکل مدل پنهان شده بوده است. بر روی پوست‌نوشته معمایی آمده:
«سه برادر متحد، سه کشتی یونیکورن که در آفتاب نیمروز همسفرند، سخن خواهند گفت. زیرا از دل نور، نوری خواهد دمید، و سپس صلیب عقاب خواهد درخشید.»
کاپیتان هادوک با شور و حرارت داستان کشتی «یونیکورن» را بازگو می‌کند؛ کشتی جنگی قرن هفدهمی‌ای که توسط جدش، سر فرانسیس هادوک فرماندهی می‌شد، اما توسط دزدان دریایی‌ای به رهبری رکهم سرخ تصرف شد. در یک فلاش‌بک بازگویی‌شده، حملهٔ کشتی رکهم به کشتی فرانسیس به تصویر کشیده می‌شود. دزدان ابتدا با برافراشتن پرچم سیاه جالی راجر اعلام می‌کنند که در صورت تسلیم، گذر امن خواهند داد، اما هنگامی‌که فرانسیس از پایین‌آوردن پرچم خودداری کرده و با شلیک توپ به آن‌ها پاسخ می‌دهد، دزدان پرچم «سرخ» را بالا می‌برند که نشانگر «عدم گذشت» است. سپس به کشتی فرانسیس یورش می‌برند و خدمه را قتل‌عام می‌کنند. تنها بازماندهٔ خدمه، سر فرانسیس، در نبردی تن‌به‌تن رکهم سرخ را می‌کشد و کشتی یونیکورن را غرق می‌کند؛ او بعداً سه مدل از کشتی ساخت که آن‌ها را برای سه پسرش به‌جا گذاشت.
تن‌تن نتیجه می‌گیرد که هر یک از مدل‌ها طوماری دارند که با کنار هم‌گذاشتن آن‌ها می‌توان محل گنجینهٔ رکهم سرخ را یافت. او و هادوک تلاش می‌کنند هر سه طومار را بیابند، اما خوش‌اقبال نیستند: کیف پول تن‌تن (حاوی طومار اول) دزدیده می‌شود، و ساخارین نیز در حالی پیدا می‌شود که بیهوش شده و طومار مدل خودش نیز ناپدید شده است. در این بین، بارنابی درخواست دیدار با تن‌تن را می‌دهد، اما پیش از آن‌که چیزی بگوید، جلوی در خانهٔ تن‌تن هدف گلوله قرار می‌گیرد. او پیش از بیهوش‌شدن به گنجشک‌ها اشاره می‌کند که به‌عنوان سرنخی رمزآلود به مهاجمانش تعبیر می‌شود.
چند روز بعد، تن‌تن توسط عاملان تیراندازی ــ یعنی «برادران برد»، دو فروشندهٔ عتیقهٔ بی‌وجدان که مالک مدل سوم «یونیکورن» هستند ــ ربوده و با کلروفرم بیهوش می‌شود. آن‌ها پشت سر دزدی مدل تن‌تن و طومار ساخارین نیز بوده‌اند، چراکه می‌دانستند تنها با داشتن هر سه طومار می‌توان محل گنجینهٔ رکهم سرخ را یافت.
تن‌تن از زیرزمین خانهٔ ییلاقی برادران برد، عمارت مارلین‌اسپایک، می‌گریزد، در حالی که کاپیتان با تامسون و تامپسون می‌رسند و آن‌ها را بازداشت می‌کنند. مشخص می‌شود که برادران برد تنها یک طومار دارند، زیرا دو طومار دیگر همراه کیف پولشان دزدیده شده است. همچنین روشن می‌شود که بارنابی زنده مانده و بهبودی کامل یافته است، که این موضوع باعث خشم «مکس برد» می‌شود. برادران برد دستگیر می‌شوند.
تن‌تن به‌همراه تامسون و تامپسون، کیف‌قاپ را که فردی به نام «آریستید سیلک» است و کِلِپتومانیا دارد و کیف پول جمع می‌کند، پیدا می‌کنند و کیف حاوی دو طومار گمشده را بازیابی می‌کنند. با کنار هم‌گذاشتن سه طومار و نگاه‌کردن به آن‌ها در برابر نور، تن‌تن و هادوک مختصات محل گنجینه (۲۰°۳۷'۴۲٫۰" شمالی، ۷۰°۵۲'۱۵٫۰" غربی، ۸۲ کیلومتری شمال جمهوری دومینیکن) را می‌یابند و برنامه‌ریزی می‌کنند تا برای یافتن آن عازم سفر شوند.

## تعداد صفحات
- در ایران: ۶۲ صفحه
- در بلژیک: ۶۲ صفحه
- در انگلیس: ۶۲ صفحه
- در آمریکا: ۶۲ صفحه
- در فرانسه: ۶۲ صفحه

## گزیده‌ای از کتاب
"سه برادر به هم ملحق می‌شوند. سه اسب شاخداری که زیر خورشید سینهٔ امواج را می‌شکافند، از نیمروز سخن خواهند گفت زیرا از نور، نور می‌بارد تا شکفته شود."